# A History of Philosophy (Copleston)
A History of Philosophy, gepubliceerd tussen 1946 en 1975, is de titel van de negendelige serie van de Engelse jezuïetenpriester Frederick Copleston S.J. over de geschiedenis van de westerse filosofie.
Copleston schreef de reeks voor katholieke seminariestudenten omdat ze naar zijn oordeel behoefte hadden aan een werk met meer diepgang dan voorhanden was. Het bestrijkt de periode vanaf de presocraten tot de moderne westerse filosofie met Jean-Paul Sartre en Maurice Merleau-Ponty.
Ook al maakt Copleston geen geheim van zijn rooms-katholieke (thomistische) standpunt, toch is er consensus dat zijn werk - zelfs over filosofische visies waar hij het niet mee eens is - objectief en eerlijk blijft. Er is van de reeks geen Nederlandse vertaling beschikbaar.

## Inhoud
Van elk boekdeel ("Volume") wordt de inhoud in hoofdstukken opgesomd. Naast de titel van het hoofdstuk staan links naar Wikipedia-artikels die hetzelfde thema behandelen.

### Volume 1: Greece and Rome
Het eerste deel ("Griekenland en Rome") behandelt de westerse filosofie vanaf haar geboorte aan de Ionische kust, om via Pythagoras, Heraclitus, Zeno, Anaxagoras en de sofisten uiteindelijk aan te belanden bij de "Grote Drie"; Socrates, Plato en Aristoteles. Daarna beleven we haar Romeinse wedergeboorte in de postaristotelische filosofie. Copleston beschrijft deze weg heel gedetailleerd en analytisch, wat het boek een goed startpunt maakt voor iemand die het begin van de westerse filosofie wil bestuderen.
- Pre-Socratic philosophy    (zie ook Presocratische filosofie)
- The Socratic period    (zie ook De Socratische periode)
- Plato    (zie ook Plato)
- Aristotle    (zie ook Aristoteles)
- Post-Aristotelian philosophy.

### Volume 2: Medieval Philosophy
Het tweede boekdeel ("Middeleeuwse Filosofie") bestrijkt de periode van ca. 500 tot 1300, vanaf de vroegchristelijke periode tot Duns Scotus en sluit aan waar het eerste boek eindigt, namelijk de eerste christelijke auteurs in de traditie van de platoonse of neoplatoonse filosofie.
- Pre-mediaeval Influences     (over Voormiddeleeuwse Invloeden met onder meer Augustinus)
- The Carolingian Renaissance     (zie ook de Karolingische renaissance)
- The Tenth, Eleventh, and Twelfth Centuries     (zie ook 10e, 11e, 12e eeuw)
- Islamic and Jewish Philosophy    (over Islamitische en Joodse filosofie)
- The Thirteenth Century     (over De 13e eeuw met onder meer St. Thomas van Aquino en Duns Scotus)

### Volume 3: Late Medieval and Renaissance Philosophy
Dit derde deel ("Filosofie in de Late Middeleeuwen en in de Renaissance") behandelt de late middeleeuwen en de vroege renaissance. Copleston weidt uitvoerig uit over Ockham en de scholastiek bij Suarez.
- The Fourteenth Century    (zie ook De 14e eeuw met onder meer Willem van Ockham)
- The Philosophy of the Renaissance    (zie ook Renaissancefilosofie met onder meer Francis Bacon)
- Scholasticism of the Renaissance    (zie ook Scholastiek in de Renaissance met onder meer Francisco Suárez)

### Volume 4: Modern Philosophy: From Descartes to Leibniz
In dit vierde deel ("Moderne Filosofie: Van Descartes tot Leibniz") - dat het eerste deel vormt van de in totaal zes boekdelen over "Moderne Filosofie" - komen vooral Descartes, Spinoza en Leibniz uitgebreid aan bod. Moderne filosofie, zo wordt algemeen aangenomen, begint in Frankrijk met René Descartes en in Groot-Brittannië met Francis Bacon. Deze filosofen waren ervan overtuigd dat ze met hun benadering voor een nieuwe start in de filosofie zorgden. Deel 4 van Coplestons serie over de geschiedenis van de filosofie laat hier zijn licht schijnen op enkele belangrijke filosofen uit de 17e eeuw.
- Descartes    (zie ook René Descartes)
- Pascal    (zie ook Blaise Pascal)
- Cartesianism    (zie ook Cartesianisme)
- Malebranche    (zie ook Nicolas Malebranche)
- Spinoza    (zie ook Baruch Spinoza)
- Leibniz    (zie ook Gottfried Wilhelm Leibniz)

### Volume 5: Modern Philosophy: The British Philosophers From Hobbes to Hume
Dit is het tweede boekdeel ("Moderne Filosofie: De Britse Filosofen van Hobbes tot Hume") dat handelt over de zeventiende- en achttiende-eeuwse filosofie. Vooral de Britse filosofen Locke (vier hoofdstukken), Berkeley (drie hoofdstukken) en Hume (vier hoofdstukken) komen uitgebreid aan bod. Het boek sluit af met een hoofdstuk over tijdgenoten van Hume (Adam Smith en anderen) die kritiek leverden op Humes filosofie.
- Hobbes    (zie ook Thomas Hobbes)
- The Cambridge Platonists    (zie ook de Platonisten van Cambridge)
- Locke    (zie ook John Locke)
- Newton    (zie ook Isaac Newton)
- Religious Problems    (zie ook Religieuze problemen.)
- Problems of Ethics    (zie ook Ethische problemen)
- Berkeley    (zie ook George Berkeley)
- Hume    (zie ook David Hume)

### Volume 6: Modern Philosophy: From the French Enlightment to Kant
Meer dan 200 pagina's van dit deel ("Moderne Filosofie: Van de Franse Verlichting tot Kant") wijdt Copleston aan de moeilijke geschriften van Kant. Eigenlijk vormen de zeven hoofdstukken over Kant een "boek binnen een boek". Copleston slaagt erin om deze moeilijke materie voor de lezer begrijpelijk te maken, zonder toegevingen te doen aan de academische accuratesse.
- The French Enlightenment    (De Franse Verlichting met onder meer Jean-Jacques Rousseau)
- The German Enlightenment    (zie ook De Duitse Verlichting)
- The Rise of the Philosophy of History    (De opkomst van de filosofie van de geschiedenis met onder meer Giambattista Vico en Voltaire)
- Kant    (zie ook Immanuel Kant)

### Volume 7: Modern Philosophy: From the Post-Kantian Idealists to Marx, Kierkegaard and Nietzsche
Dit deel ("Moderne Filosofie: Van de postkantiaanse Idealisten tot Marx, Kierkegaard en Nietzsche") behandelt de postkantiaanse idealisten, vervolgens de reactie daarop van 19e-eeuwse filosofen als Schopenhauer en Kierkegaard, de heropleving van het metafysisch denken en het Thomisme, om af te sluiten met de verwerping van de absolute moraal door Nietzsche.
- Post-Kantian Idealist Systems    (Postkantiaanse Idealistische stelsels, met onder meer Johann Gottlieb Fichte, Friedrich Wilhelm Joseph von Schelling, Georg Wilhelm Friedrich Hegel)
- The Reaction against Metaphysical Idealism    (De Reactie tegen het Metafysisch Idealisme, met onder meer Arthur Schopenhauer, Karl Marx, Søren Kierkegaard)
- Later Currents of Thought    (Latere Gedachtenstromingen, met onder meer Ernst Cassirer, Wilhelm Dilthey, Friedrich Nietzsche)

### Volume 8: Modern Philosophy: Empiricism, Idealism, and Pragmatism in Britain and America
Dit achtste deel van Coplestons serie ("Moderne Filosofie: Empirisme, Idealisme en Pragmatisme in Groot-Brittannië en Amerika") concentreert zich op het wetenschappelijk empirisme van het Darwin-tijdperk, de daarmee samengaande reactie op het filosofisch idealisme, het pragmatisme in Amerika dat trachtte te bemiddelen tussen deze extremen, en het logisch positivisme.
- British Empiricism    (Brits empirisme, met onder meer John Stuart Mill en Herbert Spencer)
- The Idealist Movement in Great Britain    (Het filosofisch Idealisme in Groot-Brittannië, met onder meer Francis Herbert Bradley en Bernard Bosanquet)
- Idealism in America    (Het filosofisch idealisme in Amerika, met onder meer Josiah Royce)
- The Pragmatist Movement    (Het Pragmatisme met onder meer Charles Sanders Peirce, William James, en John Dewey)
- The Revolt Against Idealism    (Het verzet tegen het Idealisme met onder meer George Edward Moore en Bertrand Russell)

### Volume 9: Modern Philosophy: From the French Revolution to Sartre, Camus, and Levi-Strauss
Het negende en laatste deel ("Moderne Filosofie: Van de Franse Revolutie tot Sartre, Camus en Levi-Strauss") van Coplestons "A History of Philosophy" verscheen in 1975, negenentwintig jaar na het eerste deel. Het behandelt een aantal moderne filosofische richtingen zoals het positivisme, het existentialisme en de fenomenologie, en belicht denkers zoals Auguste Comte, Henri Bergson (twee hoofdstukken) en Sartre (twee hoofdstukken). Coplestons overzicht eindigt met de fenomenologie van de Franse filosoof Merleau-Ponty.
- From the Revolution to Auguste Comte    (Van de Franse Revolutie tot Auguste Comte, met onder meer Maine de Biran)
- From Auguste Comte to Henri Bergson    (Van Auguste Comte tot Henri Bergson)
- From Bergson to Sartre    (Van Bergson tot Sartre, met onder meer Teilhard de Chardin en Maurice Merleau-Ponty)